# Peter Philipp von Dernbach
Peter Philipp Reichsgraf von Dernbach dit Graul (né le 1er juillet 1619 à Geisa, mort le 23 avril 1683 à Wurtzbourg) est prince-évêque de Bamberg et de Wurtzbourg.

## Biographie
Il vient de la famille noble "von Dernbach genannt Graul" originaire de Dernbach, aujourd'hui dans la commune de Bad Endbach. Son père, ses deux oncles, dont Balthasar von Dernbach, se sont convertis à la religion catholique après avoir été d'une famille luthérienne.
Peter Philipp intègre à douze ans le chapitre de chanoines de Bamberg puis celui de Wurtzbourg douze ans plus tard. Il étudie à Bamberg puis au Collegium Germanicum et Hungaricum à Rome.
En 1649, il prend des fonctions dans les chapitres de Bamberg et de Wurtzbourg. Le 27 juin 1651, il succède à Philipp Valentin Voit von Rieneck comme prévôt en Carinthie. Il fait alors la connaissance du prince Léopold. Le 22 mars 1672, il est nommé évêque de Bamberg par le pape Clément X. Il reçoit sa consécration des mains de l'archevêque de Mayence Damien-Hartard de la Leyen. Le pape le nomme également évêque de Würzburg le 27 mai 1765. Il reçoit toujours le soutien de l'empereur Léopold. Avec ces titres religieux, il devient l'un des plus importants comtes du Saint-Empire et reçoit aussi le titre de duc de Franconie. Il conclut entre autres avec le landgraviat protestant de Hesse-Cassel une alliance défensive et présente 5 000 militaires à l'empereur pour se battre contre la France.
Après son élection, il demande à l'empereur la dignité de Freiherr pour sa famille, et pour lui et ses trois neveux l'élévation à celui de comte. Avec son aide, il fait de Wiesentheid un comté qu'il remet à son neveu Johann Otto.
Par ailleurs, le prince-évêque reçoit le surnom de "Peter Lustig", Peter le gai, en raison des nombreux repas dans lesquels il offre beaucoup de vins de sa cave.
Peter Philipp von Dernbach meurt en 1683 d'un accident vasculaire cérébral dans la forteresse de Marienberg et se fait enterrer dans la chapelle.

## Source, notes et références
- (de) Cet article est partiellement ou en totalité issu de l’article de Wikipédia en allemand intitulé « Peter Philipp von Dernbach » (voir la liste des auteurs).
- Horst W. Müller: Dernbach und die "von Dernbach". Hinterländer Geschichtsblätter, Nr. 3 und Nr. 4, 2005 sowie Nr. 1 und Nr. 2, 2006, Mitteilungsblatt des Hinterländer Geschichtsvereins e.V., Biedenkopf.
- (de) Christian Görzel, « Peter Philipp von Dernbach », dans Biographisch-Bibliographisches Kirchenlexikon (BBKL), vol. 22, Nordhausen, 2003 (ISBN 3-88309-133-2, lire en ligne), colonnes 1067-1069
- (de) Alfred Wendehorst, « Peter Philipp Graf von Dernbach », dans Neue Deutsche Biographie (NDB), vol. 20, Berlin, Duncker & Humblot, 2001, p. 228–229 (original numérisé).
- Hans Jürgen Wunschel: Die Außenpolitik des Bischofs von Bamberg und Würzburg Peter Philipps von Dernbach, Hrsg. Alfred Wendehorst, Verlag Degener & Co, Neustadt an der Aisch, 1979,  (ISBN 3-7686-9054-7).